# Nikłowice
Nikłowice (ukr. Никловичі) – wieś na Ukrainie, w rejonie samborskim obwodu lwowskiego. Wieś liczy 431 mieszkańców.
W II Rzeczypospolitej do 1934 samodzielna gmina jednostkowa. Następnie należała do zbiorowej wiejskiej gminy Sądowa Wisznia w powiecie mościskim w woj. lwowskim. Po wojnie wieś weszła w struktury administracyjne Związku Radzieckiego.